# Nine (film, 2009)
Pour les articles homonymes, voir Nine.
Pour plus de détails, voir Fiche technique et Distribution.
Nine, ou Neuf au Québec, est un film italo-américain réalisé par Rob Marshall, sorti le 18 décembre 2009.
Il s'agit de l'adaptation cinématographique de la comédie musicale homonyme, créée à Broadway en 1982 et elle-même inspirée du film Huit et demi de Federico Fellini, sorti en 1963.

## Synopsis
Approchant de l'âge de cinquante ans, le réalisateur Guido Contini doit faire face à une crise de la cinquantaine qui étouffe sa créativité.
Alors qu'il est à même de commencer son dernier film, Italia, il est obligé de trouver son équilibre entre les nombreuses femmes formatrices de sa vie, dont sa femme Luisa, sa maîtresse Carla Albanese, sa muse star de cinéma Claudia, sa confidente et conceptrice de costumes Liliane La Fleur, la journaliste de mode américaine Stephanie Necrophuros, une prostituée de sa jeunesse Saraghina et sa mère.

## Fiche technique
- Titre : Nine
- Titre original : Nine
- Titre québécois : Neuf
- Réalisation : Rob Marshall
- Scénario : Michael Tolkin et d'après l'œuvre de Federico Fellini
- Musique : Andrea Guerra et Maury Yeston
- Photographie : Dion Beebe
- Montage : Claire Simpson et Wyatt Smith
- Décors : John Myhre
- Costumes : Colleen Atwood
- Production : Robert Weinstein, Harvey Weinstein, Rob Marshall, John DeLuca et Marc Platt
  - Production exécutive : Michael Dreyer, Gina Gardini, Ryan Kavanaugh et Tucker Tooley
- Sociétés de production : The Weinstein Company, Guido Contini Films, Relativity Media, Marc Platt Productions,
- Sociétés de distribution : The Weinstein Company, Société nouvelle de distribution (France)
- Budget : 80 millions de dollars
- Recettes mondiales : 59 013 829 dollars
- Pays d'origine : États-Unis et Italie
- Langues originales : anglais - italien - français
- Format : couleurs — 35 mm — 1,85:1 — son : DTS / Dolby Digital / DTS
- Genre : Drame, romance et film musical
- Durée : 118 minutes
- Dates de sortie : 
  - États-Unis : 18 décembre 2009
  - France : 3 mars 2010

## Distribution

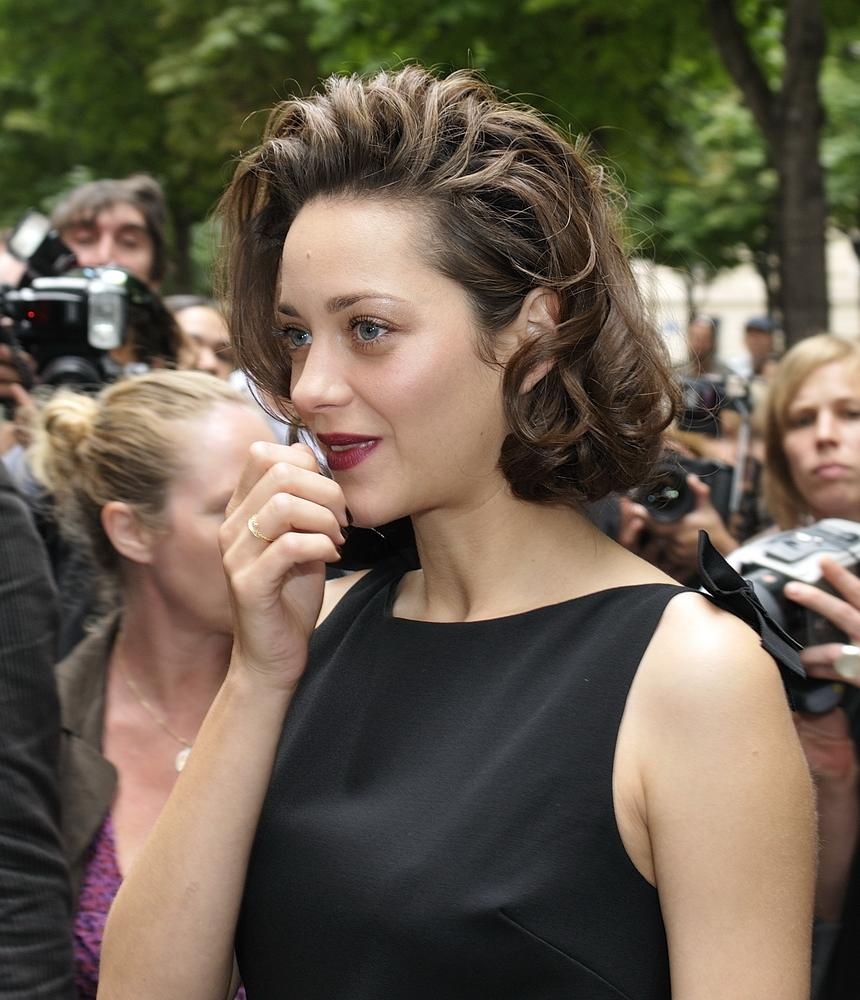
L'actrice française Marion Cotillard, l'année de sortie du film.

- Daniel Day-Lewis (VF : Bernard Gabay - VQ : Sébastien Dhavernas) : Guido Contini
- Marion Cotillard (VF : elle-même) : Luisa Contini
- Penélope Cruz (VF : Ethel Houbiers - VQ : Viviane Pacal) : Carla Albanese
- Nicole Kidman (VF : Danièle Douet - VQ :Anne Bédard) : Claudia Jensen
- Fergie : Saraghina
- Judi Dench (VF : Annie Bertin - VQ : Élizabeth Lesieur) : Liliane La Fleur
- Sophia Loren (VF : Vittoria Scognamiglio) : Mamma
- Kate Hudson (VF : Barbara Delsol - VQ : Camille Cyr-Desmarais) : Stephanie Necrophuros
- Ricky Tognazzi (VF : Gérard Rinaldi - VQ : Guy Nadon) : Dante
- Elio Germano (VF : Paolo Palermo) : Pierpaolo
- Roberto Nobile (VF : Jacques Bouanich) : Jaconelli
- Andrea Di Stefano (VF : Mathieu Buscatto) : Benito
- Remo Remotti (VF : Jean Berger) : Cardinal
- Valerio Mastandrea : De Rossi
- Vincent Riotta (en) : Luigi
- Martina Stella (VF : elle-même) : Donatella
- Sandro Dori : Pappalardo
- Alex Argenti : chef du département Art
- Giuseppe Cederna (VF : Salvatore Ingoglia) : Fausto
- Georgina Leonidas : la fille de Matron

## Box-office
| Pays                  | Box-office         | Nbre de sem. | Liens |
| Box-office Mondial    | 55 673 424 dollars | 10 sem.      |       |
| Box-office États-Unis | 19 676 965 dollars | 8 sem.       |       |
| Box-office France     | 358 944 entrées    | 2 sem.       |       |

## Distinctions

### Récompenses
| année | Cérémonie                                    | Nomination                        | Lauréat(s)       |
| ----- | -------------------------------------------- | --------------------------------- | ---------------- |
| 2009  | Satellite Awards 3 récompenses               | Meilleur film musical ou comédie  | -                |
| 2009  | Satellite Awards 3 récompenses               | Meilleure distribution d'ensemble | -                |
| 2009  | Satellite Awards 3 récompenses               | Meilleure photographie            | Dion Beebe       |
| 2010  | St. Louis Film Critics Award 2 récompenses   | Meilleure musique                 | -                |
| 2010  | St. Louis Film Critics Award 2 récompenses   | Meilleure photographie            | Dion Beebe       |
| 2010  | Festival du film de Palm Spring 1 récompense | Meilleure actrice                 | Marion Cotillard |

### Nominations
| Année | Cérémonie                                         | Récompense                                                          | Nommé(s)                   |
| ----- | ------------------------------------------------- | ------------------------------------------------------------------- | -------------------------- |
| 2009  | Satellite Awards 8 nominations                    | Meilleur réalisateur                                                | Rob Marshall               |
| 2009  | Satellite Awards 8 nominations                    | Meilleur acteur (film musical ou comédie)                           | Daniel Day-Lewis           |
| 2009  | Satellite Awards 8 nominations                    | Meilleure actrice (film musical ou comédie)                         | Marion Cotillard           |
| 2009  | Satellite Awards 8 nominations                    | Meilleure actrice dans un second rôle                               | Penélope Cruz              |
| 2009  | Satellite Awards 8 nominations                    | Meilleur montage                                                    | Claire Simpson Wyatt Smith |
| 2009  | Satellite Awards 8 nominations                    | Meilleur costume                                                    | Colleen Atwood             |
| 2009  | Satellite Awards 8 nominations                    | Meilleur son                                                        | -                          |
| 2009  | Satellite Awards 8 nominations                    | Meilleure chanson originale pour Cinema Italiano                    | Maury Yeston               |
| 2010  | Critics Choice Awards 10 nominations              | Meilleur film                                                       | -                          |
| 2010  | Critics Choice Awards 10 nominations              | Meilleure actrice dans un second rôle                               | Marion Cotillard           |
| 2010  | Critics Choice Awards 10 nominations              | Meilleure distribution d'ensemble                                   | -                          |
| 2010  | Critics Choice Awards 10 nominations              | Meilleure photographie                                              | Dion Beebe                 |
| 2010  | Critics Choice Awards 10 nominations              | Meilleur montage                                                    | Claire Simpson Wyatt Smith |
| 2010  | Critics Choice Awards 10 nominations              | Meilleur costume                                                    | Colleen Atwood             |
| 2010  | Critics Choice Awards 10 nominations              | Meilleure direction artistique                                      | Gordon Sim John Myhre      |
| 2010  | Critics Choice Awards 10 nominations              | Meilleur son                                                        | -                          |
| 2010  | Critics Choice Awards 10 nominations              | Meilleur maquillage                                                 | -                          |
| 2010  | Critics Choice Awards 10 nominations              | Meilleure chanson originale pour Cinema Italiano                    | Maury Yeston               |
| 2010  | Golden Globes 5 nominations                       | Meilleur film musical ou comédie                                    | -                          |
| 2010  | Golden Globes 5 nominations                       | Meilleur acteur dans un film musical ou une comédie                 | Daniel Day-Lewis           |
| 2010  | Golden Globes 5 nominations                       | Meilleure actrice dans un film musical ou une comédie               | Marion Cotillard           |
| 2010  | Golden Globes 5 nominations                       | Meilleure actrice dans un second rôle                               | Penélope Cruz              |
| 2010  | Golden Globes 5 nominations                       | Meilleure chanson originale pour Cinema Italiano                    | Maury Yeston               |
| 2010  | Detroit Film Critics Society 1 nomination         | Meilleure actrice dans un second rôle                               | Marion Cotillard           |
| 2010  | St. Louis Film Critics Award 1 nomination         | Meilleur second rôle féminin                                        | Marion Cotillard           |
| 2010  | Screen Actors Guild Awards 3 nominations          | Meilleur film                                                       | -                          |
| 2010  | Screen Actors Guild Awards 3 nominations          | Meilleure actrice dans un second rôle                               | Penélope Cruz              |
| 2010  | Screen Actors Guild Awards 3 nominations          | Meilleure distribution                                              | -                          |
| 2010  | Broadcast Film Critics Association 10 nominations | Meilleur film                                                       | -                          |
| 2010  | Broadcast Film Critics Association 10 nominations | Meilleure actrice dans un second rôle                               | Marion Cotillard           |
| 2010  | Broadcast Film Critics Association 10 nominations | Meilleure distribution                                              | -                          |
| 2010  | Broadcast Film Critics Association 10 nominations | Meilleure photographie                                              | Dion Beebe                 |
| 2010  | Broadcast Film Critics Association 10 nominations | Meilleure chanson originale pour Cinema Italiano                    | Maury Yeston               |
| 2010  | Broadcast Film Critics Association 10 nominations | Meilleure direction artistique                                      | Gordon Sim John Myhre      |
| 2010  | Broadcast Film Critics Association 10 nominations | Meilleur montage                                                    | Claire Simpson Wyatt Smith |
| 2010  | Broadcast Film Critics Association 10 nominations | Meilleur costume                                                    | Colleen Atwood             |
| 2010  | Broadcast Film Critics Association 10 nominations | Meilleur son                                                        | -                          |
| 2010  | Broadcast Film Critics Association 10 nominations | Meilleur maquillage                                                 | -                          |
| 2010  | BAFTA 1 nomination                                | Meilleurs maquillage et coiffure                                    | -                          |
| 2010  | Oscars 4 nominations                              | Meilleure actrice dans un second rôle                               | Penélope Cruz              |
| 2010  | Oscars 4 nominations                              | Meilleure direction artistique                                      | Gordon Sim John Myhre      |
| 2010  | Oscars 4 nominations                              | Meilleur costume                                                    | Colleen Atwood             |
| 2010  | Oscars 4 nominations                              | Meilleure chanson pour Take It All interprétée par Marion Cotillard | -                          |